# 149 mm armata 149/40 Modello 35
Cannone da 149/40 modello 35 – włoska ciężka armata polowa z okresu II wojny światowej.
Armata została zaprojektowana aby zastąpić wcześniejszą, i cokolwiek przestarzałą, 149/35 A. Armia włoska zamówiła około 600 sztuk, ale do października 1941 wyprodukowano tylko około 50 sztuk i do końca wojny w służbie pozostały obie armaty.
Po kapitulacji Włoch w 1943 wszystkie armaty tego typu zostały przejęte przez Wehrmacht, gdzie otrzymały oznaczenie 15 cm K 408(i).